# 100th Window
A 100th Window az elektronikus zenét játszó brit együttes, a Massive Attack negyedik nagylemeze, melyet 2003-ban adtak ki.
Bár az album címe utalás egy hasonló című könyvre, amely a számítógépekkel és internettel kapcsolatos adatvédelmi és biztonsági kérdésekkel foglalkozik (az „ablak” pedig a biztonsági rés metaforája.), a dalok maguk egyáltalán nem kapcsolódnak szorosan ehhez a könyvhöz. Amint Del Naja, a frontember egy 2003-as interjúban ezzel kapcsolatban kifejtette: „ez egy, az emberi pszichére és lélekre mutató analógia, és arra a módra, ahogyan úgymond kukkolókra hasonlítunk, szeretünk mindent alaposan megnézni, amire csak rátehetjük a kezünket, megvan az erőnk ahhoz, képesek vagyunk rá, hogy más embereket egészen a gondolataikig menően megfigyeljünk, miközben magunkat annyira kizárjuk az effajta nyilvánosságból, amennyire csak lehet.” Az album vezérdalai inkább az emberi lélekkel, a „modern” élet hozta problémákkal és kihívásokkal foglalkoznak.

## Története
A lemez készítése 2000-ben kezdődött, a Lupine Howl nevű zenekarral együttműködésben. A meglehetősen pepecselős munkamódszer azonban nem sok eredményt hozott: Del Naja 2002 július 17-én a massiveattack.com fórumán elhelyezett bejegyzése szerint a zenekar „nagyon elégedetlen lett a formálódó anyaggal”, ami addig készült; és így 2002 elején nagy részét elvetették. A Lupine Howl egyébként nincs is feltüntetve semmiféle közreműködőként az albumon; később az ebből az időből származó egyetlen megmaradt dalt (Nature of Threat), a Massive Attack honlapjáról letölthetővé tették, a lemezen sem szerepel.
Ennél sokkal súlyosabb gondok is jelentkeztek. A Mezzanine dark rock/dance-es hangzása "3D" Del Naja zenei hatalomátvételét jelentette az együttesben, aminek hatására Andrew Vowles otthagyta a csapatot; a 100th Window elkészítésének idejére e folyamat beteljesedett. A negyedik nagylemez készítésében már Grant "Daddy G" Marshall sem vett részt, bár ő nyilatkozatai szerint családi okok miatt maradt távol, mert lefoglalta nemrég született kislánya (és valóban: a 100th Window lemezbemutató turnéjára már visszatért a csapathoz). Így aztán Del Naja az együttes tagjai közül egyedül készítette a lemezt, bár nem minden segítség nélkül: a régebbi vendég-közreműködők közül elsősorban Craig Armstrong nevét kell említeni.
A lemezkészítés az első, Future Proof („Jövőbiztos”) c. dallal kezdődött, ez a dobsávot és néhány effektjét még a Lupine Howl-lal közösen készített Aftersun c. (azóta szintén nyilvánosságra került)  dalból nyerte, amihez az egyik stúdióbeli gitáros szerzett egy gitársávot is, Del Naja pedig az akkor benne kevergő érzések - többek közt a pár héttel azelőtt átélt, az egyedüllét miatt elég depressziós karácsonyi időszak lenyomata - alapján megírta a szövegét. Eredetileg úgy tervezte, hogy ez a dal lesz az első single és videóklip, de aztán úgy belelendültek a többi dallal való munkába, hogy az utóbbi tervek nem valósultak meg.
A 100th Window az első Massive Attack lemez, amely - a kor elektronikus zenei együtteseitől eltérően, akik a dalokat javarészt szoftveres szekvenszerekkel készítik, egy rakás hangmintából - egyáltalán nem használ (létező dalokból vett) hangmintákat, minden hangot akusztikus vagy elektronikus hangszerekkel állítottak elő. A módszer Del Naja zenei fejlődésének, érdeklődésváltásának hatására változott.

## Dalok listája
A dalok szerzője Robert "3D" Del Naja és  Neil Davidge, kivéve a 2-es, 4-es és 6-os dalokat, melyek dokumentációjában Sinéad O’Connor is fel van tüntetve társszerzőként.
1. "Future Proof" (vokál: 3D) – 5:37
2. "What Your Soul Sings" (vokál: Sinéad O’Connor) – 6:37
3. "Everywhen" (vokál: Horace Andy) – 7:37
4. "Special Cases" (vokál: Sinéad O’Connor) – 5:09
5. "Butterfly Caught" (vokál: 3D) – 7:33
6. "A Prayer for England" (vokál: Sinéad O’Connor) – 5:44
7. "Small Time Shot Away" (vokál: 3D, háttérvokál: Damon Albarn (2D) ) – 7:57
8. "Name Taken" (vokál: Horace Andy) – 7:47
9. "Antistar" (vokál: 3D) – 8:17
10. "LP4" (instrumentális rejtett dal) – 11:23

## Hangulat, összbenyomások
Bár az együttes tagjai az előző nagylemez (Mezzanine) turnéjámak magyarországi állomásán megígérték, hogy új lemezük vidámabb lesz, ezt nem sikerült tartani. A lemez valamivel lágyabb ugyan, mint az előző, mentes az érdes, komor basszus- és gitárfutamoktól, az elején dominánsabb benne a női énekhang (Sinéad O’Connor), a végén pedig az állandó jelleggel ideiglenesen vendégszereplő reggae-énekes, Horace Andy néhol egészen femininné váló vokálja; de a számok alig valamivel lendületesebbek vagy optimistábbak, mint az előző lemezen (sőt, a keménység hiánya miatt, még melankolikusabbnak tűnhetnek: a lemezborítón lévő, emberi alakra vagy csontvázra emlékeztető összetörő üveg- vagy jégszobor mindenesetre elég jól kifejezi, milyen zene várható tőle). Hangulatilag inkább visszatérés volt ez a Protection c., második stúdióalbumhoz, ám a zene közben meglehetősen átalakult.

„Leszögezhetjük: ez is egy sötét album, de nem rémálomszerűen sötét, hanem inkább álomszerűen ködös ... szolídan elbájoló.”

– IGN

A lemezért szinte egyedüli személyes felelősséget vállaló frontember - talán érthetően, hiszen először volt alkalma egész személyiségét, a többi taghoz való alkalmazkodást kizárva, beleadni az alapokba - azonban nem érezte annyira hidegnek, vagy melankolikusnak az anyagot:

„Szerintem, ez egy kicsit melegebb. Sokkal magányosabb - hisz  egyfajta izoláltságban készítettük Neil-lel, meg a stúdiós srácokkal, a Mushroom-mal töltött idő nélkül, és G-t sem sokat látva ... De nagyon világos választ adott - tudod, válaszokat olyan kérdésekre, amiket magadnak teszel fel.”

– Robert Del Naja.

Hangulatilag és zeneileg sokkal egységesebb a lemez, mint az eddigiek (a rosszmájúbbak szerint: egysíkúbb), ha azonban elszakadunk a zenekar eddigi nagylemezeihez ragaszkodó és csak azokat mércének tekintő szemlélettől, akkor észrevehetjük rajta ugyanazt a zenei és tematikus sokszínűséget, ami jellemzője a Massive Attacknak (és sok más elektronikus zenei együttesnek is). Igaz, ez szolidabban jelentkezik, és valószínűleg csak sokszori meghallgatás után, mégis: "Az albumot a stíluskavalkád jellemzi: több sötétebb és lágyabb hangvételű dal után hallhatunk olyan kompozíciókat is, amelyben a gitárjátékot vegyítik az ázsiai zenei kultúra alapjaival (Butterfly Caught, Antistar)."

## A dalokról
A lemez legsötétebb, a Mezzanine világát idéző dala a tiszta elektronikus szinuszhangokkal induló nyitódal, a Future Proof („Jövőbiztos”), összefüggő szövege nincs, a szövegtöredékekből anyagi és érzelmi sivárság képe bontakozik ki („hiányzó barátok”, „üres zsebek”, „éhes szellemek”, „kölcsönvett ruhák”). Ezt a képet a melankolikus gitárfutamok meglehetősen megerősítik.
A második és negyedik dal (What Your Soul Sings és Special Cases) jóval pozitívabb kicsengésű. Ezeket Sinéad O’Connor énekli. A What Your Soul Sings („Amit a lelked énekel”) zeneileg elég minimalista dal, meditatív szövege pedig a negatív gondolatoktól való szabadulást, önmagunk elfogadását hirdeti. A Special Cases („Egyedi esetek”) az első single a lemezen; a férfiak és nők kapcsolatáról szól, és meglehetősen a(nti)feminista gondolatokat tükröz: a nők szokjanak le arról, hogy minden bajukért a párjukat hibáztassák, és legyenek hálásak azért, ha ő a rengeteg, de legalábbis néhány jó ember egyike. Zeneileg a dalt az erős basszus és hegedűszerű hatást keltő elektronikus kíséret jellemzi. Bár a zene feszültséget keltő, mégis valószínűleg a legrádióbarátabb szerzemény a lemezen.
A harmadik dal, az Everywhen („Mindenkor”) egy lassú dance szerzemény, közel áll a kilencvenes évek elejének underground elektronikus zenei világához. Lassú és - zeneileg, nem pedig hangulatilag - súlyos, mint egy úthenger, de ugyanakkor ütemes, nem nehezedik rá az emberre, inkább meditatív, mint negatív hangulatú; sőt, egyes részei talán még „táncolhatónak” is nevezhetőek. A vokált Horace Andy viszi benne.
Az ötödik dal (és második single), a Butterfly Caught („Elfogott pillangó”), leginkább az Everywhen-re hasonlít, de gyorsasága (ami főleg a dobgépeknek köszönhető) ellenére sokkal komorabb hatást kelt. Benne 3D énekel - hogy miről, azt az elvont és töredékes szöveg miatt nehéz megállapítani. A dalt kiemelkedővé főképp a záró hegedűtémák teszik. Ez a dal illik leginkább az előző lemez, a Mezzannine világához. A dalhoz készült klipben Del Naja átváltozik ember-pillangó hibriddé, miközben egy pillangó, aki ugyanabban a szobában röpdös, meghal.
A hatodik dalt - Prayer for England, azaz „Ima Angliáért” -  a legtöbb kritikus az album legnagyszerűbb dalának tartja. Erősen elektronikus hangzású dal, szövege pedig Angliát kvázi rendőrállamként mutatja be, ahol az embereket szükségtelen házkutatásokkal zaklatják, a gyerekeket pedig elviszik és meggyilkolják.
Innentől kezdve azonban eléggé „leül” az album, a Small Time Shot Away és a Name Taken Horace Andy énekelte, nagyon lassú és meditatív - vagy lendülettelen - dalok. Csak a kilencedik, az Antistar tudja valamennyire visszahozni az album kezdeti lendületét, noha egy idő után monotonná váló gitártéma uralja. A dal ráadásul egy tulajdonképpeni rejtett dalban végződik: az Antistar ugyanis valójában 8 perc 17 másodpercig tart, de az album promóciós füzetén 19 perc 40 másodperc szerepel. A különbséget egy szimpla visszhangosított elektronikus effektből álló „dal” tölti ki: ezzel végződik a lemez.

## Klipek
Az album számai közül a Butterfly caught-hoz egy horrorisztikus elemeket (ember-lepke metamorfózis) tartalmazó videóklip készült. Ezen kívül a Sinéad O’Connor énekelte Special cases videóklipje is látható volt magyar televíziós csatornákon. Ez egyébként két változatban is elkészült.

## Fogadtatás
„Csalódást keltő negyedik stúdióalbum ... Ó egek! Úgy tűnik, zeneileg a „Támadás” a középkorúak pocakot eresztésének komoly stádiumába lépett. ... Ez a zenekészítés lusta módja, amit mindenki kerüljön el mindenáron.”

– Andy Puleston (BBC)

„Ezt is megértük! Egy gyenge Massive Attack album!”

– Déri Zsolt (est.hu)

„... hosszú egzisztencialista monológ ...”

– Pulzar.hu

„A magány lemeze ez. Hű leképezése annak a fenyegetettségérzésnek, melyben korunk embere kénytelen élni. Megijedni azért nem kell tőle. Nem valami elvont hangkatyvaszt hallunk, nagyon is „zenei” zene ez, a hagyományos dalforma dominál. Éppencsak nagyon súlyos, tömény anyag, a kereskedelmi rádiók kedvelői messze kerüljék el! Ott, valahol Bristolban most ilyen a kilátás a századik ablakból.”

– Nagy Tamás (deol.hu)

A lemez fogadtatása nem volt egyértelműen negatív (bár a magyar kritikusok sokkal negatívabban fogadták), ugyanakkor eléggé vegyes volt. Elmondható, hogy a kritikusok és a közönség többsége is némi csalódással fogadta: a kritizálók szerint az album színvonala semmiképp sem magasabb, mint az eddigieké; ha nem is sikerült elfogadhatatlanul rosszra (bár rajongók ilyen véleményeket is megfogalmaztak), mindenesetre az együttes „egy helyben toporgásának” tanújele; „semmi újat, úttörőt” nem nyújt, ellentétben az eddigi anyagokkal; legfeljebb is csak tartja az eddig megszokott vonalat. Továbbá, a lemez összességében, és dalai egyenként is „egysíkúbbak”; nem tudják megismételni az előző lemezek „slágereinek” (már ha az olcsó popularitás eszközeitől tartózkodó régi Massive Attack esetében egyáltalán szabad ezt a szót használni) átütő, egyéniséget hordozó erejét, még azok a dalok sem, amelyek bizonyos zenei megoldások miatt esetleg párhuzamba állíthatóak egyes régebbi szerzeményekel.
Furcsaság az is, hogy R. Del Naja, aki eddig a rappelés és az ének közti határvonalon elhelyezkedő, kántálásszerű szövegblokkok megszólaltatásáért volt felelős, most több számban határozottan énekelni próbált, ami megy ugyan neki (bár vannak, akik szerint nem ), de szokatlan tőle. Egyébként az albumot a negatívabb kritikáktól védeni kívánó rajongók azt is említik „mentő körülményként”, hogy Del Naja egyedül, de legalábbis a régi tagok segítsége nélkül maradt a lemez készítésekor, és így nem meglepő, hogy egysíkúbb lett az anyag zeneileg.
A negatív hangok mellett viszont komoly sikereket is elért a lemez, például - elektronikus zenei albumtól szokatlan módon -  a brit (és az ausztrál) listák élére került, az egyik dal, a Special Cases pedig a 15. helyezést érte el. Viszonylag egybehangzó pozitív fogadtatása volt továbbá Sinéad O’Connor megjelenésének a lemezen. Igaz, a BBC kritikusa erről is nemtetszését fejezte ki, jellemzőbbek voltak viszont az olyasfajta vélemények, miszerint:

„Ha van egyáltalán komoly ballépés a 100th Window-on, az Sinéad O’Connor tehetségének kihasználatlanul hagyása”

– Jesse Zeifman (neumu.net)